# 舍米雷勒戈丹
舍米雷勒戈丹（法語：Chemiré-le-Gaudin，法語發音：[ʃəmiʁe lə ɡodɛ̃]）是法国萨尔特省的一个市镇，属于拉弗莱什区。

## 地理
舍米雷勒戈丹（47°55'42"N, 0°0'54"W）面积22.79 平方千米，位于法国卢瓦尔河地区大区萨尔特省，该省份为法国西北部内陆省份，北起顺时针与奥恩省、厄尔-卢瓦省、卢瓦-谢尔省、安德尔-卢瓦尔省、曼恩-卢瓦尔省和马耶讷省接壤，是法国大西部的入口，连接卢瓦尔河谷、布列塔尼和巴黎盆地。
与舍米雷勒戈丹接壤的市镇（或旧市镇、城区）包括：苏利涅-弗拉塞、萨尔特河畔拉叙兹、克拉讷昂香槟、萨尔特河畔费尔塞、卢普朗德、迈涅、萨尔特河畔鲁瓦泽。

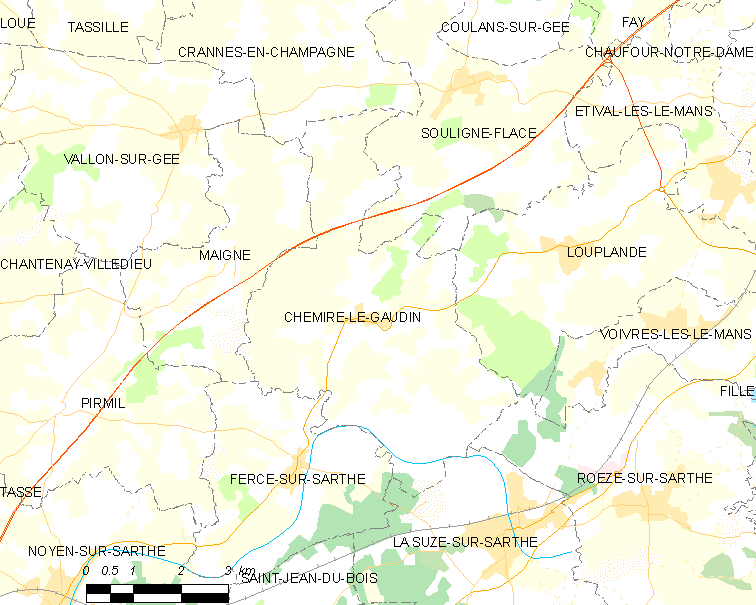
舍米雷勒戈丹的OSM定位图

舍米雷勒戈丹的时区为UTC+01:00、UTC+02:00（夏令时）。

## 行政
舍米雷勒戈丹的邮政编码为72210，INSEE市镇编码为72075。

## 政治
舍米雷勒戈丹所属的省级选区为萨尔特河畔拉叙兹县。

## 人口

1962-2008年间舍米雷勒戈丹人口变化图示

舍米雷勒戈丹于2022年1月1日时的人口数量为996人。